# Giovanni Giolitti
Giovanni Giolitti (Mondovì, 27 de outubro de 1842 — Cavour, 17 de julho de 1928) foi um político italiano, Presidente do Conselho de Ministros (cargo equivalente a primeiro-ministro) de seu país, em cinco diferentes mandatos.
O período  durante o qual guiou a vida política da Itália é geralmente referido como  "era giolittiana" (em italiano, età giolittiana). Embora sua atuação como governante tenha sido objeto de críticas por parte de muitos dos seus contemporâneos - a exemplo de  Gaetano Salvemini e do próprio Benito Mussolini -, Giolitti foi um  dos políticos liberais mais eficientes em promover a ampliação da base democrática da Itália recentemente unificada  e a modernização econômica (sobretudo da indústria) e político-cultural da sociedade italiana, entre o fim do século XIX e as primeiras décadas do século XX. Depois de um voto de confiança inicial, em 1922, em apoio ao novo governo fascista, Giolitti passaria a atuar na oposição a Benito Mussolini, a partir de  1924.